# Boží hora
Die Boží hora (deutsch Gotteshausberg, auch Gotthausberg) ist mit einer Höhe von 527 m n.m. der höchste Berg des Friedeberger Hügellandes (Žulovská pahorkatina) in Tschechien. Sie liegt auf dem Gebiet der Stadt Žulová im Okres Jeseník und ist ein Wallfahrtsort. Von Žulová führt ein Kreuzweg auf den Berg.

## Lage
Der bewaldete Berg erhebt sich östlich über der Stadt Žulová gegenüber der Einmündung des Stříbrný potok in die Vidnavka. Unmittelbar nördlich befindet sich der Borový vrch (Kienberg, 476 m n.m.). Jenseits des Vidnavkatales liegen im Südwesten der Hadí vrch (Salberg, 422 m n.m.), westlich der Dvorský vrch (459 m n.m.) und im Nordwesten der Lánský vrch (Hubenberg, 422 m n.m.) und die Kaní hora (Hutberg, 476 m n.m.). Am östlichen Bergfuß entspringt der Plavný potok – ein Zufluss zum Černý potok.
Umliegende Ortschaften sind Žlíbek im Norden, Dolni Dvůr und Černá Voda im Osten, Andělské Domky im Südosten, Starost und Vápenná im Süden, Žulová im Westen sowie Tomíkovice im Nordwesten.

## Wallfahrtsberg
Nach der Gurschdorfer Pfarrchronik soll im 12. Jahrhundert auf dem Berggipfel ein Marienbildnis an einem Pfahl angebracht worden sein. Das immer wieder erneuerte Bildnis zog zu Beginn des 18. Jahrhunderts immer mehr Pilger auf den Berg, so dass in den Jahren 1712/13 eine hölzerne Wallfahrtskapelle errichtet wurde. Im Zuge der Josephinischen Reformen wurde die Kapelle im Jahre 1784 aufgehoben und geschlossen; das Marienbild wurde 1785 in die Gurschdorfer Kirche überführt und erhielt seinen neuen Platz auf dem Hauptaltar. Zum Ende des 18. Jahrhunderts begann bei dem Bild die Sammlung für den Bau einer Kirche in Friedeberg. 400 Gulden Stammkapital wurden als Besitz der Marienkapelle auf dem Gotteshausberg hinterlegt, der übrige Teil für den Bau eines neuen Hauptaltars in Gurschdorf verwendet. Im 19. Jahrhundert wurden die Wallfahrten auf den Gotteshausberg wieder aufgenommen. Am 25. November 1833 brannte die hölzerne Gurschdorfer Kirche ab, dabei ging auch das alte Marienbild vom Gotteshausberg verloren.
Nachdem die Kapelle 1864 aufgebrochen und verwüstet worden war, wurde sie 1865 neu geweiht. Wegen des wenig erhebenden Zustands der Kapelle entstanden 1866 Pläne zum Bau einer neuen Kirche auf dem Berg, die jedoch der Ausbruch des Deutschen Krieges durchkreuzte. 1877 erfolgte die Anlegung eines Kreuzweges. In den Jahren 1878–1880 ließ der Breslauer Fürstbischof Heinrich Förster auf dem Gipfel eine kleine Wallfahrtskirche errichten, die der Schmerzhaften Jungfrau Maria geweiht wurde. Die Pläne für den neugotischen Bau aus groben Granitsteinen lieferte der mit dem Bischof befreundete Wiener Baumeister Friedrich Schmidt, der zur selben Zeit auch die Krautenwalder Kirche entworfen hatte. Die Kreuzwegbilder wurden 1893 durch den Wiener Maler Bauch restauriert. Im Jahre 1903 besuchte die sächsische Königinwitwe Carola die Wallfahrtskirche. Zu den weiteren Besuchern gehörte u. a. der schlesische Dichter Joseph von Eichendorff. In der Nähe der Kirche wurde 1905 die nach Kardinal Georg von Kopp benannte Einsiedelei Georgshaus (Jiřího dům) errichtet. Das Georgshaus wurde in den 1950er Jahren abgebrochen.
Die Wallfahrten erfolgen jeweils am Tag der Heiligen Cyrill und Method und am Marientag.

## Steinbrüche
Am Nord- und Südosthang des Berges finden sich verlassene Steinbrüche. Weitere Brüche, von denen einige noch in Betrieb sind, liegen rings um den Berg. Abgebaut wurde Friedeberger Granit und Hutbergdiorit. 
Der ehemalige Steinbruch am Südosthang gilt wegen der Entblößung des Kontakts zwischen Marmor und Granit als bedeutende geologische Lokalität. Die ungestörte Kontaktzone besteht aus einer Verbindung der Minerale Granat-Hessonit, Wollastonit, Epidot, Diopsid und Vesuvianit sowie stellenweise Scheelit.

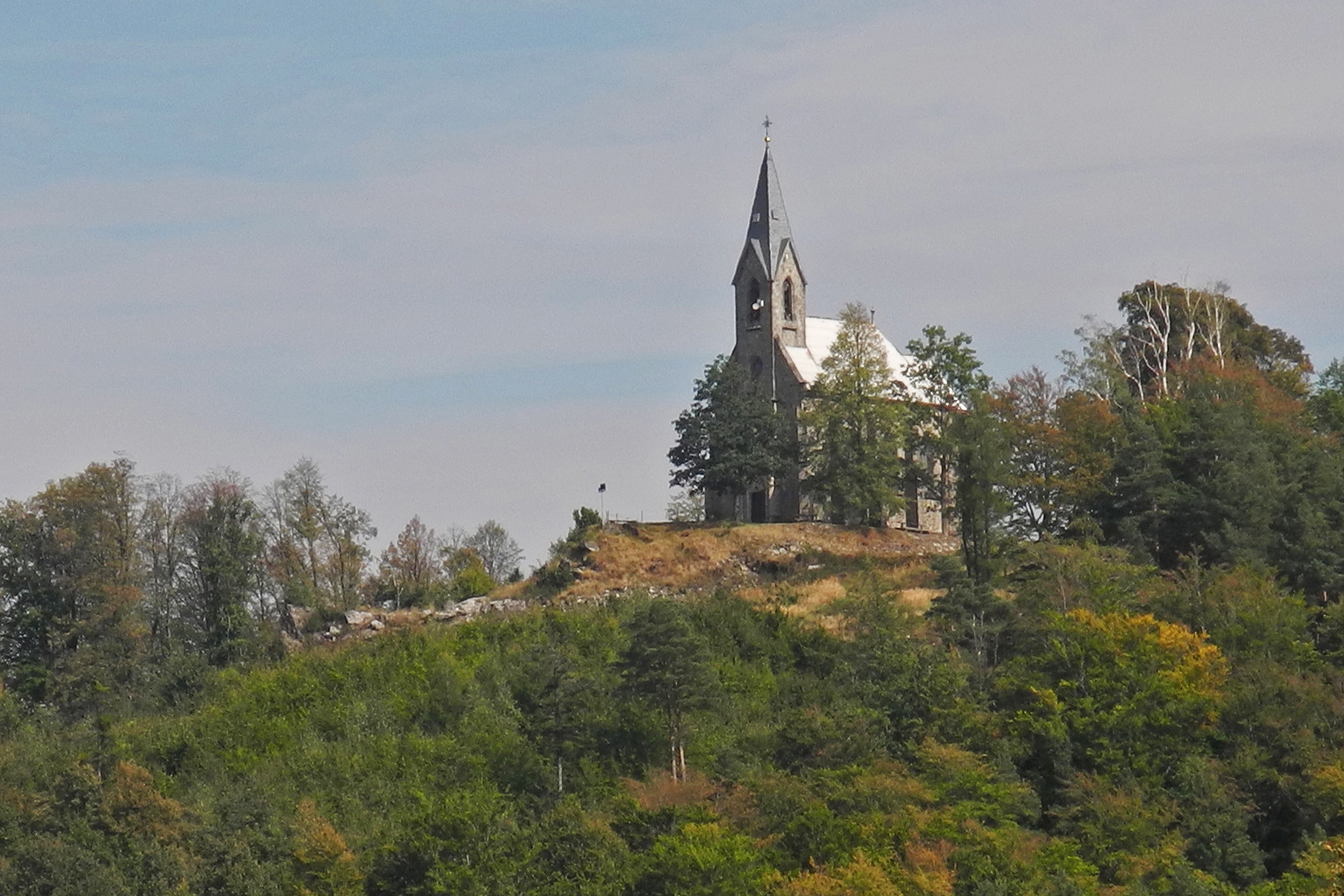
Gipfel der Boží hora mit der Kirche
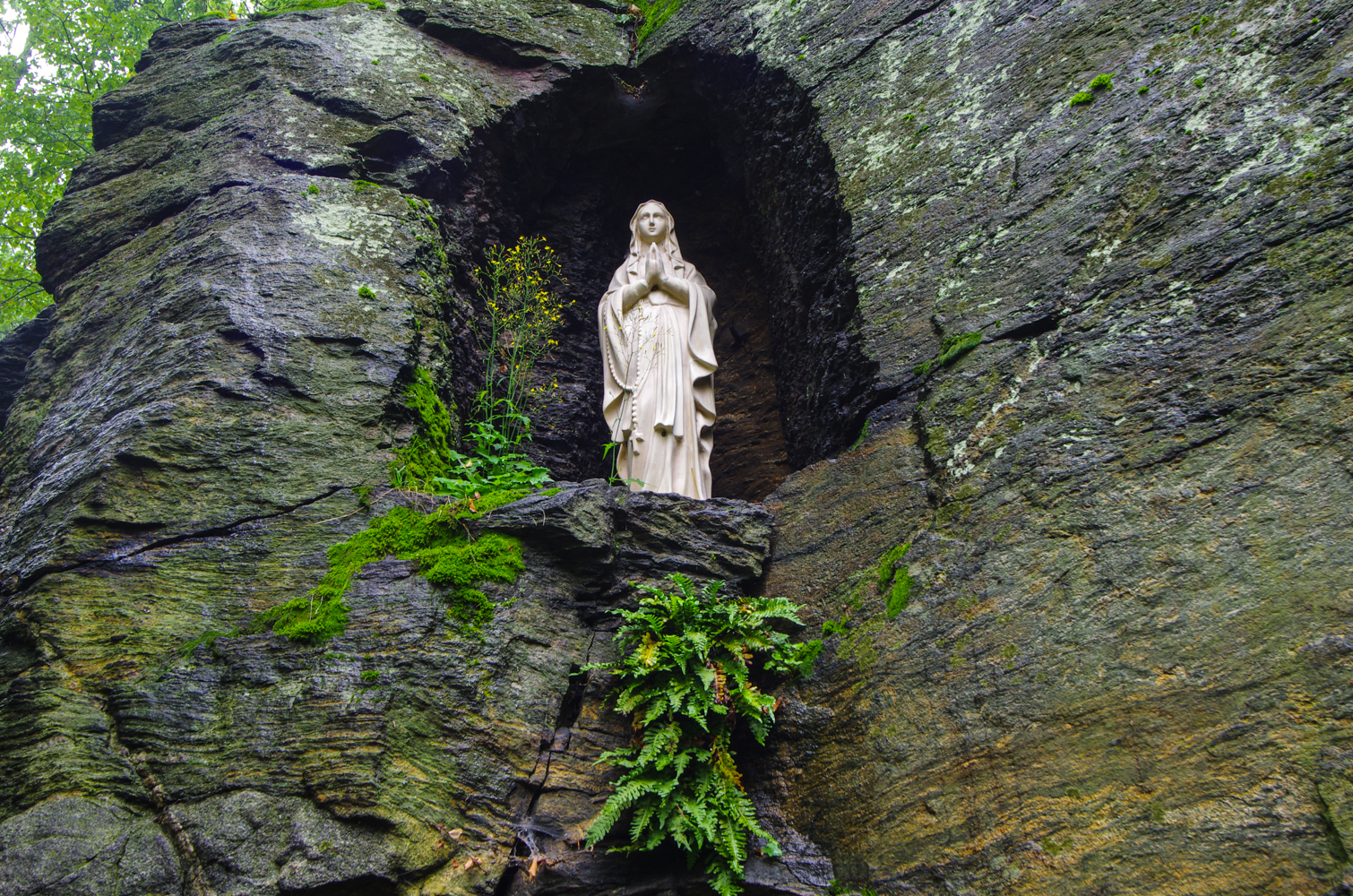
Marienfigur am Kreuzweg
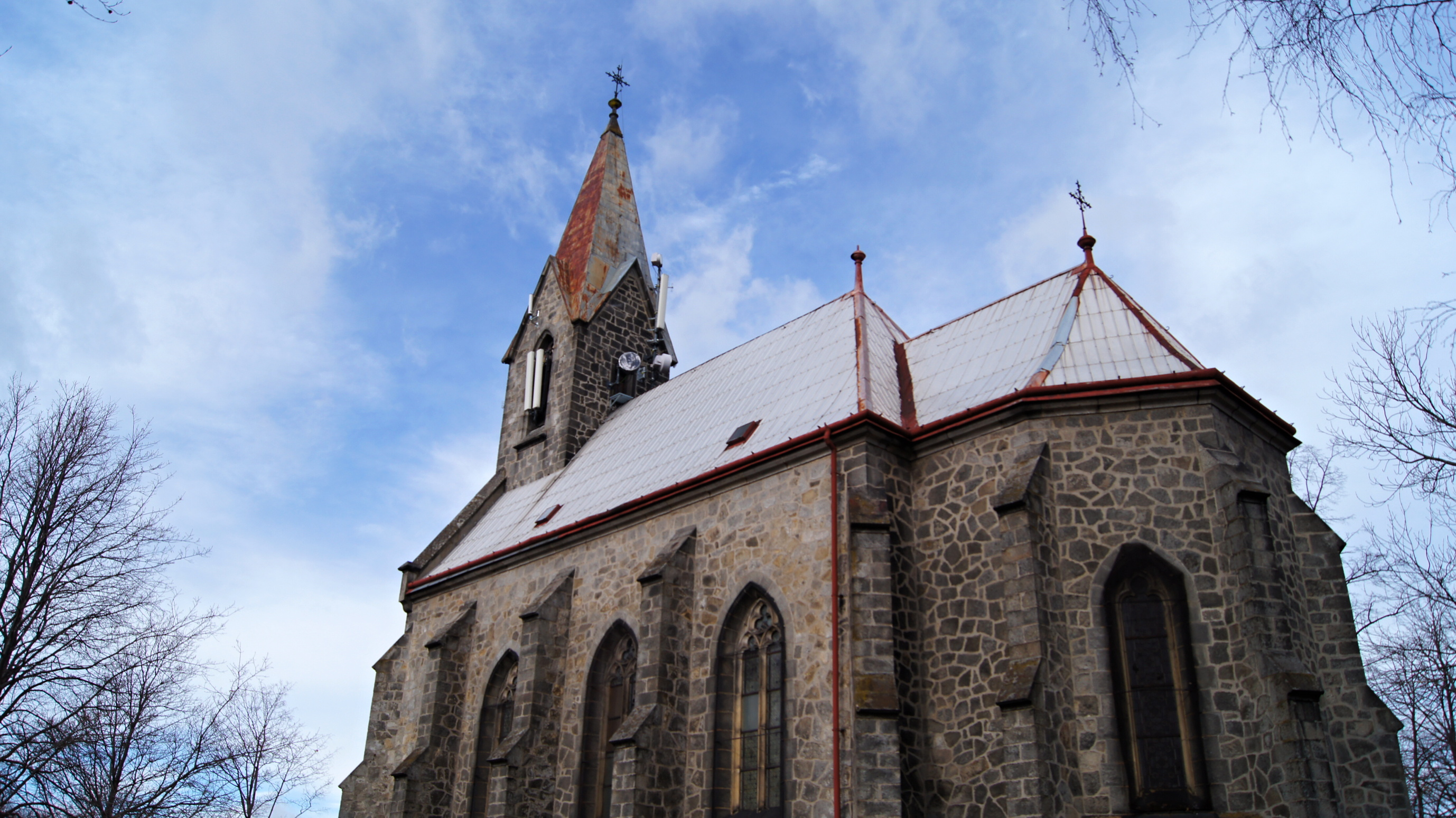
Wallfahrtskirche
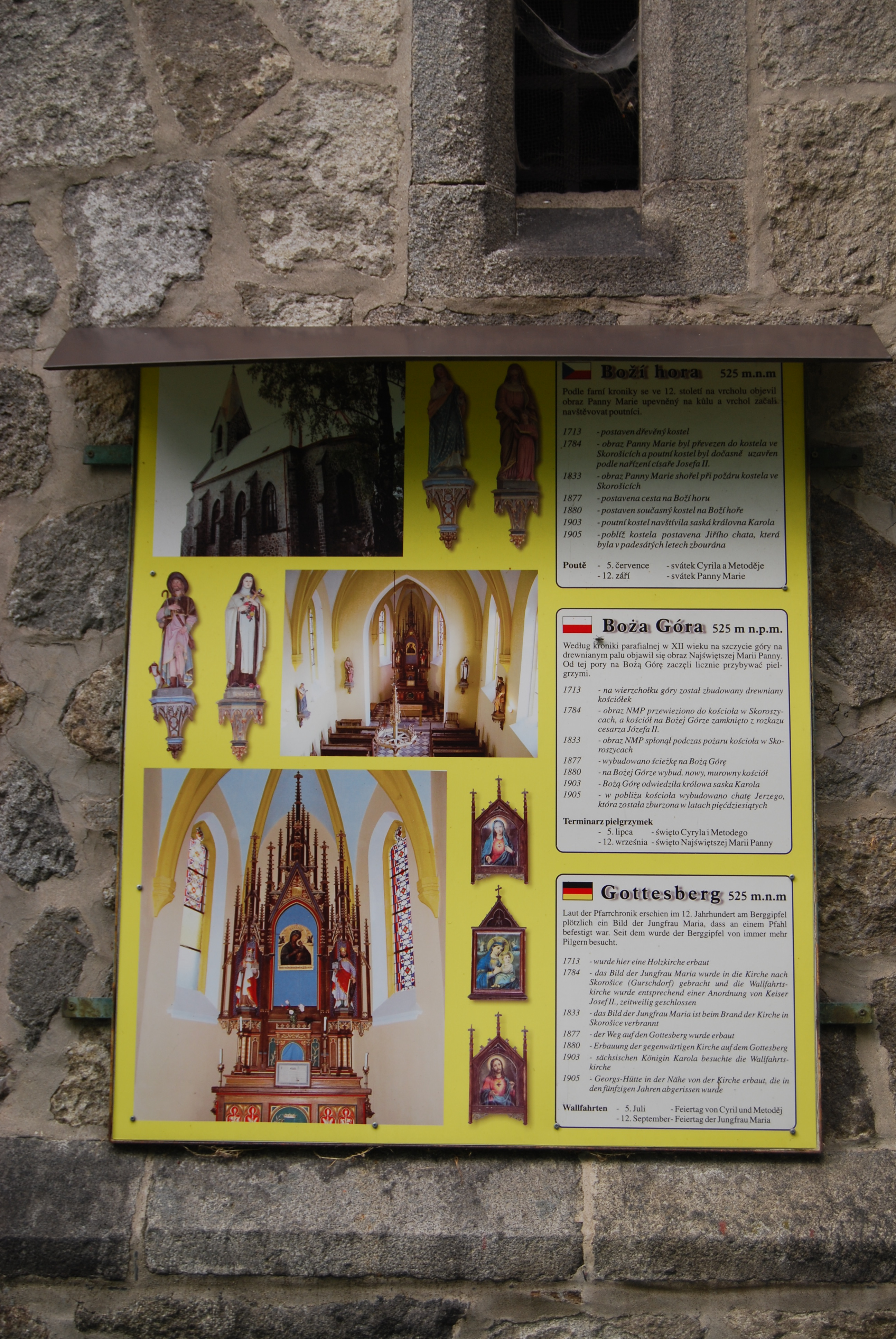
Deutschsprachige Informationstafel an der Kirche
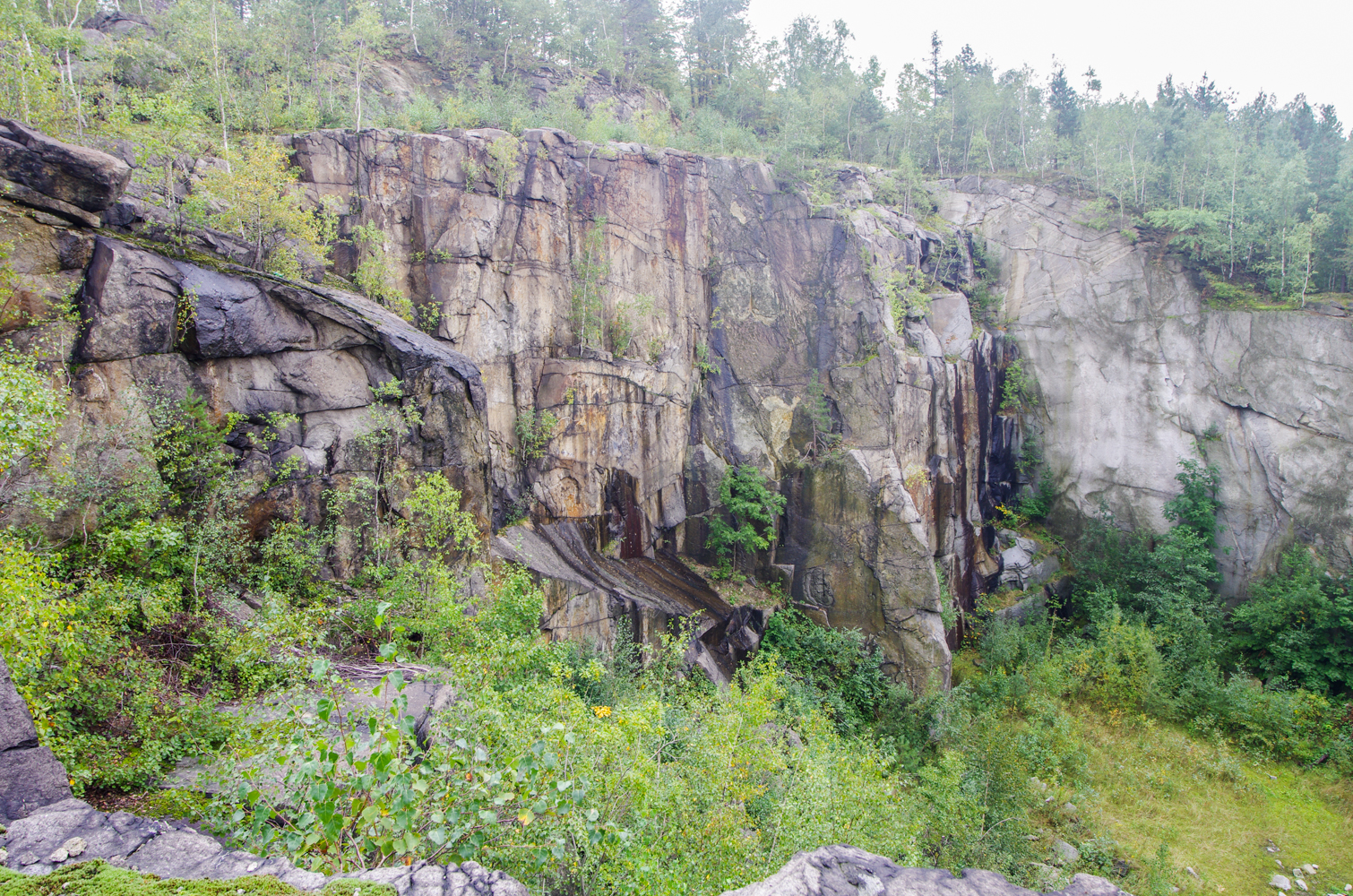
Steinbruch an der Boží hora
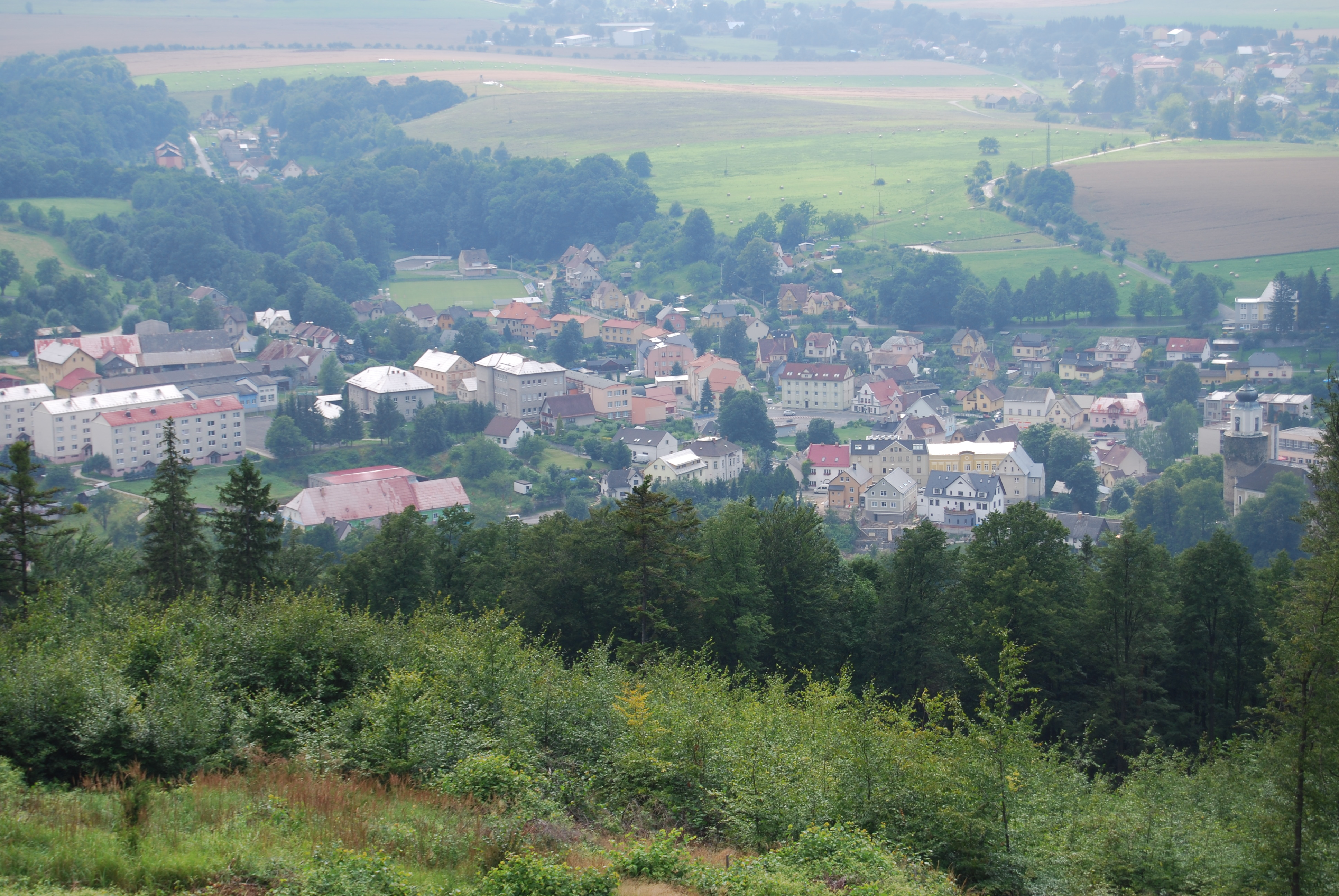
Blick von der Boží hora auf Žulová